# Sexuelle Erregung

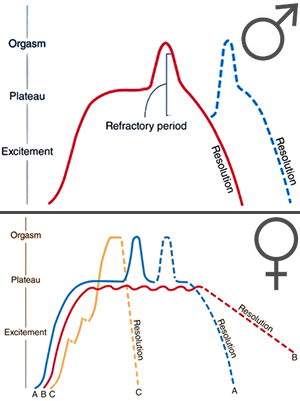
Der von William Howell Masters und Virginia Johnson beschriebene sexuelle Reaktionszyklus, human sexual response cycle beim Menschen

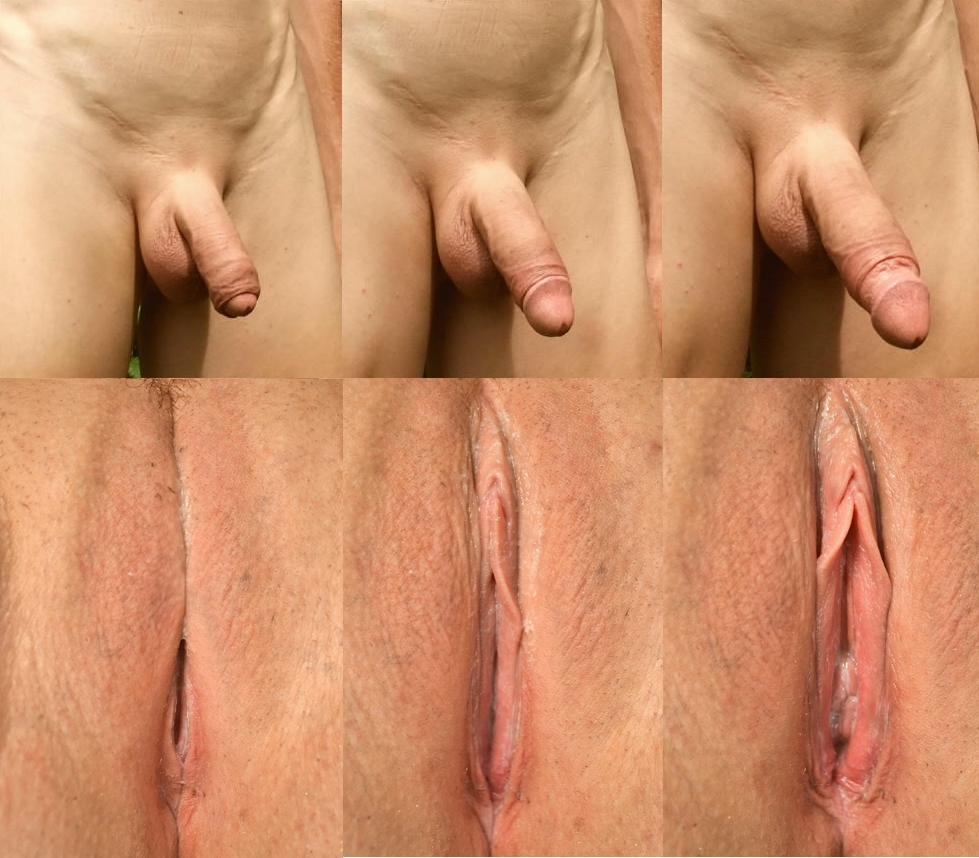
In der Phase sexueller Erregung kommt es zu einem verstärkten Blutandrang in den Genitalien. Dieser führt zu einem Anschwellen des Penis (oben) bzw. der Klitoris und der Schamlippen (unten).

Sexuelle Erregung ist eine multiple Reaktion des limbischen Systems im Gehirn, die die Einleitung des Paarungsverlangens bewirkt. Zur Auslösung der sexuellen Erregung tragen beim Menschen neben dem hormonell bedingten Appetenzverhalten optische, akustische, olfaktorische und taktile und haptische Schlüsselreize sowie assoziative gedankliche Verknüpfungen in jeweils individuell unterschiedlichem Maße bei.
Hierin zeigt sich erstens, dass in der Regel mehrere Sinnesorgane an der Auslösung der Erregung beteiligt sind, zweitens, dass die äußeren Geschlechtsorgane (neben der Haut als allgemeines Sinnesorgan) durch ihre reiche Ausstattung mit sensorischen Nervenendigungen spezielle Sinnesorgane sind und dass drittens die sinnesphysiologische Verarbeitung der sensorischen Reize im Gehirn für die Aktivierung des sexuellen Lustempfindens ausschlaggebend ist, ein Prozess, der mentale und körperliche Reaktionen nach sich ziehen kann. Hierbei werden die signalgebenden Impulse bei Tieren und Menschen im Gehirn mit artspezifisch wirksamen Wahrnehmungsmustern verglichen und beim Menschen zusätzlich mit individuellen Idealen, ein Vorgang, der größtenteils unbewusst abläuft, bei dem auch die sexuelle Prägung eine Rolle spielt. Bei einer weitreichenden Übereinstimmung folgen unwillkürliche körperliche Reaktionen. Beim Menschen kann das zum Flirtverhalten führen, das dem Balzverhalten der Tiere entspricht, auf das ggf. sexuelle Handlungen und eventuell auch das Paarungsverhalten folgen.